# Krasimira Stojanowa
Krasimira Jordanowa Stojanowa, bułg. Красимира Йорданова Стоянова (ur. 3 czerwca 1971 w Sofii) – bułgarska urzędniczka państwowa, w latach 2024–2025 minister transportu i komunikacji.

## Życiorys
Z wykształcenia prawniczka, absolwentka Uniwersytetu Sofijskiego im. św. Klemensa z Ochrydy. Pracowała jako prawniczka w administracji lokalnej w rejonie Ljulin. Później przeszła do administracji centralnej. Była m.in. dyrektorką dyrekcji prawnych w ministerstwach rolnictwa oraz transportu, kierowała także gabinetami kilku ministrów transportu. W sierpniu 2024 objęła urząd ministra transportu i komunikacji w technicznym drugim rządzie Dimityra Gławczewa, który sprawowała do stycznia 2025.